# VenusBlood
《VenusBlood》是由日本遊戲品牌DualMage製作於2007年4月20日發售的模擬類型成人遊戲，VenusBlood系列的第一部作品，DualMage後來改名為dualtail並且在2008年6月19日發售DVDPG版。後來在臺灣由未來數位公司代理正體中文版並於2012年6月8日發售。

## 角色
雷納德 拉迪亞
本作的男主角，弗德里提聖樹國家的司祭。
阿爾菲妮亞 沃德巴特（聲優：早乙女綾）
弗德里提聖樹國家的第一公主，簡稱「阿爾菲娜」（アルフィナ），身高164cm，三圍B87/W56/H84。
悠菲妮雅 沃德巴特（聲優：咲ゆたか）
弗德里提聖樹國家的第二公主，簡稱「悠菲」，身高148cm，三圍B74/W53/H71。
蕾雅（聲優：深井晴花）
雷納德的女惡魔參謀，身高168cm，三圍B91/W58/H88。
米亞 斯丘亞特（聲優：千房こまめ）
悠菲的侍女兼護衛，身高158cm，三圍B79/W58/H83。
菲娜 沃德巴特（聲優：和葉）
弗德里提聖樹國家的王妃，阿爾菲娜與悠菲的繼母，身高160cm，三圍B95/W60/H88。

## 主題曲
遊戲的片頭曲「Slave Soul」是由tomsan擔任作詞，m.c.tom擔任作曲，主唱則是由黒崎朔夜擔任。

## 外部連結
- 日文版官方網站ninetail（日語）
- DVDPG版官方網站 （页面存档备份，存于）ninetail（日語）
- 中文版官方網站 （页面存档备份，存于）未來數位（繁體中文）